# Franz Kaltenbeck
Franz Kaltenbeck, né à Graz le 17 octobre 1944 et mort à Kanazawa le 13 mars 2018, est un psychanalyste autrichien, résidant et exerçant à Paris et à Lille.

## Biographie
Franz Kaltenbeck naît à Graz à la fin de la Seconde Guerre Mondiale.
Arrivé à Paris en 1976 avec son ami Michaël Turnheim, Franz Kaltenbeck devient l’analysant et l’élève de Lacan, poursuivant parallèlement des études de linguistique et de psychanalyse. Il devient psychanalyste peu avant la mort de Lacan en 1981, recevant depuis des patients français et allemands, parfois anglo-saxons.
En 1984, il rencontre Geneviève Morel, avec qui il aura un fils et une fille.
Dès 1988, Franz Kaltenbeck partage sa semaine entre Paris et Lille. Il intervient régulièrement comme psychanalyste dans les prisons du Nord de la France, notamment à la maison d'arrêt de Sequedin, et il anime un séminaire de criminologie au CHRU de Lille,.
Il est un des membres fondateurs du Collège des psychanalystes d’ALEPH (Association pour l’Étude de la Psychanalyse et de son Histoire) et crée en 2002 la revue Savoirs et Clinique. Revue de psychanalyse, publiée chez Érès, dont il est le rédacteur en chef.
Franz Kaltenbeck décède d'une crise cardiaque à Kanazawa le 13 mars 2018, lors d'un voyage en compagnie de Geneviève Morel, dans le cadre d’un séminaire organisé par leur collègue et ami Daisuke Fukuda à l’Université d’Aoyama Gakuin à Tokyo.
Franz Kaltenbeck était particulièrement sensible à la recrudescence des tendances d’extrême droite et xénophobes dans l’ensemble de l’Europe et notamment en Autriche, son pays natal. Il a d’ailleurs publié un article dans le journal Le Monde du 15 janvier 2018, où il s’alarmait du retour de l’extrême droite en Autriche, conséquence, à ses yeux, de l’absence d’un travail de mémoire. Une psychanalyse apolitique lui était par ailleurs inconcevable, comme le montre nombre des colloques et séminaires qu’il a organisés depuis plus de trente ans.
Il avait quitté l’Autriche lorsqu'il avait une vingtaine d'années, pour fuir les pressions et la censure subies par l’Actionnisme Viennois, dont il devint un membre actif. Ce mouvement artistique, influent en Europe, s’efforçait de briser l’omerta et le déni qui s’étaient imposés en Autriche sur la responsabilité de ce pays dans les crimes nazis. Il participa alors à plusieurs performances avec son ami Peter Weibel. Il appartenait à un cercle littéraire qui se réunissait dans les cafés de Vienne autour du poète Reinhardt Priessnitz, dont il a écrit plus tard la biographie (Reinhardt Priessnitz, der stille Rebell).
Il était souvent invité à participer à de grands colloques dans le monde entier, entre autres à l’Université de NYU aux États-Unis, en Amérique du Sud, en Islande et partout en Europe.
Lecteur érudit de Freud, des post-freudiens et de Lacan, il écrivit souvent sur la littérature, l’art et la philosophie. Ses auteurs de prédilection - ces dernières années -, étaient notamment Joyce, Beckett, Paul Celan, Shakespeare, David Foster Wallace. Il avait bien connu l’artiste suisse Dieter Roth, dont il a commenté les œuvres, qu’il aimait mettre en couverture de Savoirs et clinique. À la veille de sa mort, il préparait un article sur Peter Weiss qu’il n’aura pas eu le temps de terminer.
Il était aussi un poète, publié en Allemagne, notamment dans la revue „manuskripte“ – zeitschrift für literatur.

### Ouvrages et chapitres d'ouvrages
- Reinhard Priessnitz, der stille Rebell, Graz, Vienne : Literaturverlag Droschl ; 2006  (ISBN 978-3854207047).
- (Co-auteur) Sigmund Freud. Immer noch Unbehagen in der Kultur?, avec Peter Weibel, Zürich : Diaphanes ; 2009  (ISBN 978-3037340691).
- (Co-auteur) Michael Turnheim (dir.) Jenseits der Trauer / Au-delà du deuil, Zürich : Diaphanes ; 2013  (ISBN 978-3037342572).